# Arcatao
Arcatao è un comune del dipartimento di Chalatenango, in El Salvador.